# Barranc de Monevui
El barranc de Monevui és un barranc dels termes municipals del Pont de Suert, de l'Alta Ribagorça (antic terme de Viu de Llevata), i de Sarroca de Bellera, al Pallars Jussà.
Es forma a Monevui, al sud del Tossal de Prat d'Hort, des d'on davalla cap al sud-oest, per abocar-se en el barranc de les Salanques a llevant de la Serreta de Vilarrua.